# 雞籠淡水長官
雞籠淡水長官為台灣西班牙統治時期，由西班牙所派任的駐臺最高行政長官，負責臺灣全島行政事務。首任長官為1626年攻下北台灣的伐爾得斯（Antonio Carreño de Valdes）。
包含台灣遠征軍統帥伐爾得斯，1626年－1642年間，擔任此長官職位的西班牙人共有八位，1630年起，該職位又分為西班牙雞籠長官與西班牙淡水長官。兩職分設立於雞籠（今基隆市）與淡水兩地，權力不如荷蘭的台灣長官。此長官職位，直至西班牙遭荷蘭人打敗，讓出雞籠與淡水兩地為止。

## 轄區
西班牙人統治時期，曾將統治區域區分為3個省區，即淡水省區（Tamchui）、噶瑪蘭省區（Cabaran）及哆囉滿省區（Turoboan），以及一些不屬於這三個省區的重要村社或地區，例如（基瓦諾灣，即三貂）、等。

## 歷任長官
- 第1任，伐爾得斯（Antonio Carreño de Valdes），1626年到任。為首任雞籠淡水長官。
- 第2任，阿爾卡拉索（Juan de Alcarazo），1630年於台灣雞籠就任。
- 第3任，格司曼（Luis de Guzmân），1630年就任，為首任淡水長官。
- 第4任，羅美洛（Alonso Garcia Romero），1634年就任；雞籠長官。
- 第5任，奧就（Sargeant Uajor），1634就任；淡水長官。
- 第6任，赫爾南勒茲（Franciso Hernândez），1637年就任；淡水長官。
- 第7任，帕囉米諾（Pedro Palomino），1639年就任；雞籠長官。
- 第8任，波爾的里奧（Gonzaro Portillo），1640年就任；雞籠長官。[1]